# Montigné-le-Brillant

Montigné-le-Brillant este o comună în departamentul Mayenne, Franța. În 2009 avea o populație de 1,272 de locuitori.